# Paul Mingers
Paul Mingers est un urologue belge né à Bruxelles le 22 novembre 1903 et décédé à Wezembeek-Oppem où il résida une grande partie de sa vie, le 15 février 1994. 
Il fut professeur à l'Université libre de Bruxelles et membre du conseil de l'ordre des médecins de 1954 à 1958. Il réalisa entre autres la première transplantation rénale en Belgique, le 2 février 1960 à l'hôpital Brugmann où il était chef du service d'urologie. Il dirigea également le service d'urologie de l'hôpital Saint-Pierre.

## Ouvrage
- Contribution à l'étude physiologique de l'uretère